# 渡边明次
渡边明次（日语：〔〕／ Watanabe Akitsugu，1941年—），日本“梁祝文化研究所”所长，毕业于中央大学，曾在东京一所高中任世界史老师，退休后到中国北京外国语大学留学，并曾致力于研究和推广梁祝文化，2009年至2012年曾在湘潭大学教日语。

## 生平
渡边明次出生于1941年，1970年毕业于中央大学文学部哲学科。毕业后自1972年起，在东京的一所普通高中任教，教授世界史。2002年，即将退休的渡边明次开始考虑退休生活，一度为如何使退休生活充实而有意义而苦恼。直到有一天，渡边明次无意中在《朝日新闻》上看到一则题为“北京四年改变你的人生”的宣传赴中国留学的广告。此前，渡边曾多次前往中国，因此决定退休后到中国学习中文，促进中日民间交流。渡边联系刊登广告的北京外国语大学后得知，校方刊登该广告是面向日本年轻人的，学校没有接收60岁以上外国留学生的先例。经过渡边的多次沟通，北外最终接受了他的留学申请，条件是不授予学位、每半年提交一次体检报告。2002年4月初，渡边明次在办完退休手续后的第10天启程前往中国北京自费留学。
在北京外国语大学国际交流学院留学期间，尽管与班里同学年龄差距很大，中文学习也进展缓慢，但渡边明次仍坚持出勤每一堂课。在他留学北京第二年的下学期，渡边明次学习了《梁山伯与祝英台》一文（北京大学出版社《汉语中级教程》第一册第十四课），并得知这是中国版的罗密欧与朱丽叶。渡边明次开始思考故事中的人物、坟墓是否真实存在，在请教老师和同学得到的答案都称这仅仅是一个传世后，他决定亲自去弄清事实真相，于是将梁祝作为学校布置的中国文化调研课题。
渡边明次首先进行了“中国人眼中的梁祝”问卷调查，了解中国人对梁祝的看法。然后又在五一假期前往课文中提及的梁山伯与祝英台学习地——杭州进行实地调查。在杭州，他得知浙江上虞市祝家庄是祝英台的故乡，宁波当地有一座梁祝文化公园。渡边明次在宁波梁祝文化公园了解到中国各地还有许多与梁祝有关的遗迹，于是决定访遍所有遗迹。其后一年里，渡边利用节假日走遍有关梁祝的10处坟墓、6处读书处和1座寺庙，涉及浙江、甘肃、安徽、江苏、河北、山东、重庆、河南等7省1市的14个县（市），仅宁波梁祝文化公园就去了10多次。渡边通过实地调查、查阅资料、拜访专家和当地民众积累大量资料后，提出梁祝并非仅是一个传说，而是历史上的真人真事，发生年代可能为东晋，故事绝大多数情节可能发生在杭州、宁波、上虞等地，并提出梁山伯是一位清官，上任后因操劳过度而英年早逝。2006年，渡边明次用以中文撰写20万字的调查报告作为毕业论文《“梁祝”故事真实性初探》，并顺利毕业，该论文被北京外国语大学国际交流学院评为当年“本科留学生优秀毕业论文”。
回到日本后，渡边明次在日本侨报社的支持下在东京成立日本“梁祝文化研究所”并任所长。渡边明次将其论文及其日文版合集自费出版为中日双语对译本《梁祝故事真实性初探》。2007年5月30日，《初探》一书在东京举行首发式。不久后，将赵清阁的长篇小说《梁山伯与祝英台》翻译出版，并将周静书的《梁山伯与祝英台传说》翻译成日语版《梁祝口承传说集》出版，被称为“梁祝三部曲”，均由日本侨报社发行。渡边明次因此被宁波市文学艺术联合会副主席、中国梁祝文化研究会会长周静书评价为“全面走访梁祝文化遗存地的日本第一人”，认为其“比较全面地记录了中国各个梁祝文化遗存地的历史记载与现实状况，并拍摄了数百张直观的图片，而成了梁祝文化实地考察的第一手资料，至少说是当今梁祝文化研究的一个重要信息与参考”。
2006年底，渡边明次又开始考察孟姜女传说，在1年多里走访了中国11个省的27处遗迹，于2008年3月在日本出版《孟姜女口承传说集》。该书厚达500多页，详细介绍了中国山东省齐长城、江苏省浒墅关、河北省山海关、陕西省铜川、山西省曲沃县等各地有关孟姜女哭长城的民间传说、遗迹、遗址；收录有多首关于孟姜女的民间歌谣，并对中国关于孟姜女起源的论文进行分析。2008年4月4日，渡边明次在东京《孟姜女口承传说集》出版新闻发布会上称“希望将中国四大民间爱情传说都介绍到日本。”2008年，渡边明次着手考察牛郎织女传说，实地探访湖南省桂东县、山东省淄博市、陕西省西安市、河南省南阳市、山西省和顺县、河北省邢台市、江苏省太仓市等牛郎织女传说的7个传承地域，于2009年完成书稿，但因经济原因未能出版。2009年，渡边明次与编剧古野浩昭等人合作，将“梁祝”故事改编成日语话剧，古野浩昭主要依据渡边翻译的小说《梁祝》创作了话剧《梁祝》剧本。该话剧于2009年在日本镰仓首次公演，祝英台与梁山伯分别由青井聪子和伊藤健康饰演，两人均不是专业演员。
2009年8月，经日本湖南人会会长段躍中介绍，渡边明次被湘潭大学外国语学院日语系聘请，到该校任教。2009年日本湖南人会颁给渡边明次“日本湖南友好使者”称号证书。2011年8月3日，日本侨报社新闻中心全文刊登了湘潭大学日语系三年级学生陈聪用中日两种语言撰写的称赞老师渡边明次的《凉风先生》。人民日报社东京分社记者于青也特地在人民网转载了该文。2012年7月，渡边明次因年龄原因离开湘大回国。2012年9月，渡边明次在参加“2012东京中国文化节”活动时接受媒体采访，称宁波梁祝文化公园将2012年10月在园内建成梁祝文化博物馆，并在馆内永久展出他的作品、手稿和实地考察照片。2016年4月，渡边明次时隔7年后再次到宁波，受邀参加中日韩梁祝文化学术研讨会。

## 著作
| 出版时间      | 中文名称                 | 日文名称 | 简介                                           | 备注              |
| ------------- | ------------------------ | -------- | ---------------------------------------------- | ----------------- |
| 2006年6月1日  | 梁祝故事真实性初探       |          | 中日双语本                                     | [ 4 ] [ 20 ]      |
| 2006年10月1日 | 小说梁山伯与祝英台       |          | 翻译，中文原著为赵清阁                         | [ 4 ] [ 21 ]      |
| 2007年1月1日  | 梁祝口承传说集           |          | 翻译，中文原著为周静书《梁山伯与祝英台传说》   | [ 4 ] [ 22 ]      |
| 2008年3月24日 | 孟姜女口承传说集         |          |                                                | [ 4 ] [ 4 ] [ 2 ] |
| 2014年3月26日 | 红军——长征史诗           |          | 与续三义共同翻译                               | [ 23 ]            |
| 2016年8月22日 | 中国名记者列传（第一卷） |          | 翻译，中文原著为柳斌杰、李东东编《中国名记者》 | [ 3 ]             |

## 备注
1. ↑  一说大学是文学专业[4]